# 뉴스야 놀자
뉴스야 놀자는 CBS 표준FM에서 방송했던 라디오 풍자 시사쇼 프로그램이다.

## 역사
2006년 3월 13일에 첫방송을 시작했으며, 원래는 수도권과 울산에서만 청취할 수 있었으나, 2008년 5월 12일부터 전국방송으로 확대되어 방송하다가, 2011년 11월 5일 방송을 마지막으로 5년만에 폐지되었다.

## 역대 방송시간
| 방송 채널  | 방송 기간                          | 방송 시간                       |
| ---------- | ---------------------------------- | ------------------------------- |
| CBS 표준FM | 2006년 3월 13일 ~ 2006년 12월 31일 | 매일 낮 12:05 ~ 낮 1:30         |
| CBS 표준FM | 2007년 1월 1일 ~ 2007년 9월 1일    | 월~토요일 낮 12:05 ~ 낮 1:30    |
| CBS 표준FM | 2007년 9월 3일 ~ 2008년 5월 10일   | 월~토요일 낮 12:01 ~ 낮 1:30    |
| CBS 표준FM | 2008년 5월 12일 ~ 2010년 5월 8일   | 월~토요일 오후 3:05 ~ 오후 4:00 |
| CBS 표준FM | 2010년 5월 10일 ~ 2010년 10월 9일  | 월~토요일 오후 2:00 ~ 오후 3:55 |
| CBS 표준FM | 2010년 10월 11일 ~ 2011년 11월 5일 | 월~토요일 오후 2:05 ~ 오후 3:55 |

## 역대 진행자
- 2006년 3월 13일 ~ 2008년 5월 10일 : 노정렬
- 2008년 5월 12일 ~ 2010년 5월 8일 : 노정렬, 양희성
- 2010년 5월 10일 ~ 2011년 11월 5일 : 노정렬, 양희성, 강일구